# Luis Tejada
Luis Carlos Tejada Hansell (Cidade do Panamá, 28 de março de 1982 – San Miguelito, 28 de janeiro de 2024) foi um futebolista panamenho que atuava como atacante.

## Carreira
Tejada iniciou sua carreira no futebol pelo Tauro, em 2001. No ano seguinte, se tranferiu para o Plaza Amador, onde conquistou seu primeiro título nacional. Após uma temporada, retornou ao Tauro, vencendo o campeonato panamenho mais uma vez.
O atacante acumulou passagens por equipes da Colômbia, México e Emirados Árabes, mas foi no Peru onde teve sua passagem mais vitoriosa, sobretudo no Juan Aurich: em 2011, foi o artilheiro da equipe na campanha que culminou com o primeiro título da história do clube.
Tejada fez parte do elenco da Seleção Panamenha de Futebol da Copa América de 2016. Também fez parte do elenco Panamenho na Copa do Mundo de 2018. Até o momento de sua morte, Tejada era o maior artilheiro de todos os tempos na Seleção Panamenha, ao lado de Blás Pérez.

## Morte
Tejada morreu em 28 de janeiro de 2024, após sofrer um ataque cardíaco durante uma partida de veteranos disputada em San Miguelito.

## Títulos
Plaza Amador
- Campeonato Panamenho: 2002[11] (Apertura)

Tauro
- Campeonato Panamenho: 2003[11] (Apertura e Clausura)

Juan Aurich
- Campeonato Peruano: 2011[11]

## Artilharias
Seleção Panamenha
- Copa Ouro da CONCACAF: 2005 (3 gols)

Juan Aurich
- Campeonato Peruano: 2011 (17 gols)[12][13]

## Prêmios Individuais
Seleção Panamenha
- Copa Ouro da CONCACAF: 2005 - BEST XI
- Copa Ouro da CONCACAF: 2005 - MVP